# 克德
克德（法語：Queudes，法語發音：[kød]）是法国马恩省的一个市镇，位于该省西南部，属于埃佩尔奈区。

## 地理
克德（48°39'25"N, 3°45'35"E）面积10.06 平方千米，位于法国大東部大區马恩省，该省份为法国东北部内陆省份，北起阿登省，西北接埃纳省，西南接塞纳-马恩省，南至奥布省，东南接上马恩省，东临默兹省。
与克德接壤的市镇（或旧市镇、城区）包括：希谢、巴博讷-法耶勒、拉沙佩勒拉松、盖村、索杜瓦、圣维斯特尔新城和维勒沃特。

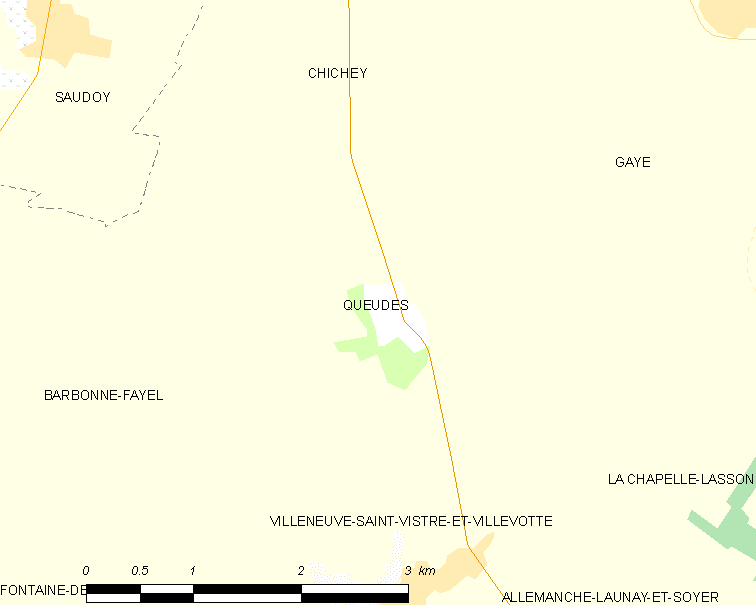
克德的OSM定位图

克德的时区为UTC+01:00、UTC+02:00（夏令时）。

## 行政
克德的邮政编码为51120，INSEE市镇编码为51451。

## 政治
克德所属的省级选区为塞扎讷-布里-香槟县。

## 人口

1962-2008年间克德人口变化图示

克德于2022年1月1日时的人口数量为82人。